# 形容語句
形容語句（けいようごく、ギリシャ語:
ἐπίθετον, ラテン語：epitheton〔エピテトン 「課された」の意〕, 英語：epithet〔エピセット〕）または添え名、あだ名とは、実在の人物、架空の人物、神々、物などにつけられた決まり文句（語・句）を指す。対象によってニュアンスは異なる。
- 足の速いアキレウス（podas ôkus Achilleus） - ホメロス『イーリアス』第18歌.97

## 言語学
言語学における形容語句は隠喩的で、基本的に同格の縮小または圧縮であることが多い。名誉のあだ名として人名に添えられたり、人名の代わりに用いられることもある。形容語句は長く使われることによってその名詞と結びつき、他では使われなくなることもある。あらゆる形容詞が形容語句に、ましてやクリシェ（常套句）になるわけではない。たとえば「雲を集めるゼウス（cloud-gathering Zeus）」という形容語句を嵐を喚起させること以外で用いた場合、その機能は装飾的である。ウォルター・バーカート（Walter Burkert）はこう述べている。「形容語句は、直接の文脈にとって必要でも、その雛形になるのでもない限り、装飾的なものである。とりわけ、半分しかない韻文を引き延ばす時には強い味方となる」。
epitheton necessariumと呼ばれる形容語句は、在任中の君主を区別する必要から、名前の後につけられる序数詞（1世、2世）の代用として使われた。
- リチャード1世(Richard I) → 獅子心王リチャード（Richard the Lionheart）
- カール3世（Karl III） → 肥満王カール（Karl der Dicke）
- シャルル2世（Charles II） → 禿頭王シャルル（Charles le Chauve）

epitheton ornansと呼ばれる形容語句は、とくに重大な混乱を招くことなく省略が可能である。たとえば、ウェルギリウスが『アエネアス』の中で、主人公アエネアスの部下アカーテスにつけられた形容語句「忠実なアカーテス（fidus Achates）」のようなものである。

## 文学
形容語句は、ホメロス（Epithets in Homer参照）や北ヨーロッパのサガなど、古代の叙事詩には特徴的なものだった。ジェームズ・ジョイスの『若き芸術家の肖像』に出てくる「鼻水の緑の海（the snot-green sea）」という句の元になったのは、ホメロスの有名な形容語句「ワインの黒い海（the wine-dark sea）」である。

## 宗教
古代ギリシア・ローマのような多神教の宗教では、神の特性・役割を反映させた形容語句が作られた。もし特性・役割がひとつでなければ、形容語句も複数作られた。「アテーナーはポリアス（Athena polias）として都市を保護し、エルガネ（Athena ergane）として手仕事を監督し、プロマコス（Athena promachos）として戦いに加わり、ニケ（Athena nike）として勝利をもたらした」。
他にも、地方に限定された、神話的な生誕地、特定の祭、特定の聖域のNumen（神、精霊）に言及した形容語句がある。
さらに、オリュンポスの神々に古き神々の名前が形容語句として与えられる場合もある。
- アルテミス・オルティア（Artemis Orthia）

## くだけた使い方
くだけた使い方として、「形容語句」は誰かを侮辱するために使われる軽蔑的な語句を意味すると、Martin Manserら言語学者は指摘している。例として、「人種的形容語句（racial epithet）」といった使われ方がある。